# Liste von Abkürzungen im Musikbetrieb der Sowjetunion und Russlands
Dies ist eine Liste von Abkürzungen im Musikbetrieb der Sowjetunion und Russlands, d. h., sie enthält überwiegend russische Abkürzungen und Kurzwörter aus dem Musikbetrieb – und nicht Abkürzungen aus der Musiknotation (wie z. B. pp für pianissimo).
Die folgende Liste beinhaltet alphabetisch nach Lateinbuchstaben sortierte Abkürzungen nach dem Kyrillischen (vorwiegend russischsprachig), außerdem einige international gebräuchliche englischsprachige (auch über den engen Themenkreis hinaus).

## Abkürzungen
Vorhandene Wikipedia-Artikel werden idealerweise direkt im Lemma verlinkt (Beispiel: [[Agitprop]], was zu dem Hauptartikel Agitprop führt). Die Abkürzungen und Kurzwörter innerhalb des Textes der verschiedenen Lemmata dieser Abkürzungsliste werden grundsätzlich nach dem Muster [[#Gosizdat|Gosizdat]] verlinkt und führen zur entsprechenden Abkürzung innerhalb der Liste (Beispiel: Gosizdat).

### A
- Agitotdel / Агитотдел = kurz für Agitotdel Musgisa (Агитотдел Музгиза / Agitotdel Muzgiza[2]), die Agitations- und Bildungsabteilung des Musiksektors der Gossisdat (1921–1933), d. h. der Staatspresse. Die Abteilung wurde 1922 von der Regierung gegründet, um die Komposition, Veröffentlichung und Verbreitung von Musikpropaganda zu koordinieren, sie wurde von Lew Schulgin[3] (1890–1968) geleitet. Sowohl ORKiMD als auch RAPM hatten sich aus ihr entwickelt.[4]

- Agitprop / Агитпроп = die Kurzform von russisch отдел агитации и пропаганды (otdel agitazii i propagandy, Abteilung für Agitation und Propaganda), 1920 in Sowjetrussland auf allen Ebenen der bolschewistischen Partei etabliert, stand (bzw. steht) später für die Gesamtheit der Vermittlung kommunistischer Politik leninistischer Ausprägung.

- AK MUSO / АК МУЗО / AK MUZO = Akademitscheskogo podotdel musykalnogo otdela / Академического подотдел музыкального отдела / Akademičeskogo podotdel muzykal'nogo otdela / Akademische Unterabteilung von Muzikal'niy otdel / Akademische Abteilung der Musikabteilung. Siehe auch GIMN.

- AK MUZO, siehe unter AK MUSO.

- APM, siehe unter RAPM.

- ASM / АСМ = Assoziazija sowremennoi musyki / Ассоциация современной музыки / Associacija sovremennoj muzyki / Assoziation für zeitgenössische Musik bzw. Vereinigung für zeitgenössische Musik, abgekürzt ASM. Die ASM (1923–1928) bestand aus Vertretern der akademischen Kunst und der modernen Musik, und die Vereinigung stand in Beziehung zur ISCM (International Society of Contemporary Music). Die Leningrader Abteilung der ASM (Leningradskoe otdelenie ASM, Abk. LASM) wurde 1926 gegründet.

- ASM / АСМ bzw. ASM-2 / АСМ-2 = Assoziation für zeitgenössische Musik (gegründet 1990, ein inoffiziell  bereits früher entstandener Zusammenschluss, 1. Präsident war Edisson Denissow, seit 1996 ist es Wiktor Jekimowski[5])

### C
siehe auch unter Ts, Z
- CEKUBU, siehe unter ZJeKUBU.

### F
- FEI / Фэи = Fisiko-energetitscheski institut / Физико-энергетический институт / Fiziko-ėnergetičeskij institut / Physikalisch-Energetisches Institut.

- FOM / ФОМ = Fond Obschtschestwennoje Mnenije / Фонд Общественное Мнение / Fond Obščestvennoe Mnenie / Stiftung „Öffentliche Meinung“.

### G
- GAChN / ГАХН = Gossudarstwennaja akademija chudoschestwennych nauk / Государственная академия художественных наук / Gosudarstvennaja akademija chudožestvennych nauk / Staatliche Akademie der Kunstwissenschaften[6].

- GAIS / ГАИС / Gais = Gossudarstwennaja akademija iskusstwosnanija / Государственная академия искусствознания / Gosudarstvennaja akademija iskusstvoznanija / Staatliche Akademie der Kunstwissenschaften, ab 1930.[7]

- GARF / ГАРФ = Gossudarstwenny archiw Rossijskoi Federazii / Государственный архив Российской Федерации / Gosudarstvennyj archiv Rossijskoj Federacii / Staatsarchiv der Russischen Föderation[8].

- GATOB / ГАТОБ = Gosudarstwennyj akademitscheski teatr opery i baleta / Государственный академический театр оперы и балета / Staatliche Akademische Opern- und Ballett-Theater / State Academic Theater of Opera and Ballet (frühere Bezeichnung für das Mariinski-Theater in Leningrad/St. Petersburg).

- GCMMK, siehe unter GZMMK.

- GIMN / ГИМН = Gossudarstwenny institut musykalnych nauk (Государственный институт музыкальных наук / Gosudarstvennyj institut muzykal'nych nauk) Staatliches Institut für Musikwissenschaft[9]; engl. State Institute of Musical Science (1921). 1931 wurde das GIMN geschlossen und 1933 gründete Nikolai Garbusow[10] ein neues Forschungsinstitut für Musikwissenschaft (NIMI) am Moskauer Staatskonservatorium.[11]

- GITIS / ГИТИС = Staatliches Institut für Theaterkunst (russisch Государственный институт театрального искусства) / State Institute of Theatrical Art (Moscow) (heute die Russische Akademie für Theaterkunst (russisch Российская академия театрального искусства)).

- Glaviskusstvo, siehe unter GLAWISKUSSTWO.

- Glavlit, siehe unter Glawlit.

- GLAVPROFOBR, siehe unter GLAwPROFOBR.

- Glavpolitprosvet, siehe unter Glawpolitproswet.

- Glavrepertkom, siehe unter Glawrepertkom.

- GLAWISKUSSTWO / ГЛАВИСКУССТВО / GLAVISKUSSTVO = Glawnoje uprawlenije po delam chudoschestwennoi literatury i iskusstwa / russisch Главное управление по делам художественной литературы и искусства, wiss. Transliteration Glavnoe upravlenie po delam chudožestvennoj literatury i iskusstva / Generaldirektion für Literatur und Kunst / Hauptverwaltung für Kunstfragen[12]

- Glawpolitproswet / Главполитпросвет / Glavpolitprosvet = Glawny politiko-proswetitelny komitet Narkomprossa (Главный политико-просветительный комитет Наркомпроса / Glavnyj politiko-prosvetitel'nyj komitet Narkomprosa Politisch-erzieherisches Hauptkomitee des Volkskommissariats für Bildung / Hauptverwaltung für politische Bildung / Hauptausschuss für Politik und Bildung des Volkskommissariats der RSFSR / Glavpolitprosvet des Volkskommissariats der RSFSR)

- Glawlit / ГЛАВЛИТ = Glawnoje uprawlenije po delam literatury i isdatelstw / Главное управление по делам литературы и издательств / Glavnoe upravlenie po delam literatury i izdatel'stv / Hauptverwaltung für Angelegenheiten der Literatur und der Verlage / Hauptverwaltung der Angelegenheiten der Literatur und des Verlagswesens.

- Glawprofobr / Главпрофобр / Glavprofobr = Главное управление профессионального образования = Hauptdirektion für Berufsbildung / Main Administration for Professional Education. 1921 im Rahmen des Volkskommissariats für Bildung des RSFSR auf der Grundlage des Hauptausschusses für berufliche und technische Bildung gegründet.[13]

- Glawrepertkom / ГЛАВРЕПЕРТКОМ [14] = Главный репертуарный комитет, позднее - Главный комитет по контролю за зрелищами и репертуаром / Repertoire-Hauptausschuss, später Hauptkomitee zur Kontrolle des Schauspiels und des Repertoires # ursprünglich Glavny repertuarniy komitet (GRK), später Glavniy komitet po kontroly u za zrelishchami i repertuarom: Chief Committee for the Inspection of Entertainment and Repertory .[15] des Volkskommissariats für Bildungswesen der RSFSR, eine kommunistische Zensurbehörde.Der Hauptrepertoireausschuss, später - Hauptausschuss für die Kontrolle des öffentlichen Theaters und des Repertoires, wurde 1923 eingerichtet.

- GMI / гми = Gossudarstwennoje musykalnoje isdatelstwo / Государственное музыкальное издательство / Gosudarstvennoe muzykal'noe izdatel'stvo / Staatlicher Musikverlag / State Music Publishing House

- GOMĖC, siehe unter GOMEZ.

- GOMETs / ГОМЭЦ / GOMĖC = Gossudarstwennoje obedinenije musykalnych, estradnych i zirkowych predprijati (Государственное объединение музыкальных, эстрадных и цирковых предприятий / Gosudarstvennoe obʺedinenie muzykal'nych, ėstradnych i cirkovych predprijatij / Staatlicher Verband der Musik-, Varieté- und Zirkusunternehmen / State Association of Music, Variety State and Circus Enterprises)

- Gosizdat, siehe unter Gossisdat.

- Gossisdat / Госиздат / Gosizdat = Gossudarstwennoje isdatelstwo RSFSR / Государственное издательство РСФСР / Gosudarstvennoe izdatel'stvo RSFSR / Staatlicher Verlag der RSFSR / Staatsverlag der RSFSR[16]

- GOSMUSISDAT / ГОСМУЗИЗДАТ / GOSMUZIZDAT = Государственное музыкальное издательство / Gosudarstvennoye Muzikal'noye Izdatel'stvo: State Music Publishing House[17]

- GOSMUZIZDAT, siehe unter GOSMUSISDAT.

- GRK, siehe unter MGAF.

- GTsMMK, siehe unter GZMMK.

- GUS / ГУС = Gossudarstwenny utschony sowet / Государственный учёный совет / Gosudarstvennyj učënyj sovet / Staatlicher Wissenschaftsrat[18]

- GZMMK / ГЦММК / GCMMK = Gossudarstwenny zentralny musei musykalnoi kultury im. M. I. Glinki / Государственный центральный музей музыкальной культуры им. М. И. Глинки / Gosudarstvennyj central'nyj muzej muzykal'noj kul'tury im. M. I. Glinki / Staatliches Zentrales Museum für Musikkultur M. I. Glinka / Staatliches Glinka-Zentralmuseum für Musikkultur / Staatliches Zentrales Museum für Musikkultur ("Glinka"-Museum), Moskau / The M. I. Glinka State Central Museum of Musical Culture, Moscow

### I
- IRMO / ИРМО = Императорское Русское музыкальное общество / Imperatorskoje Russkoje musykalnoje obschtschestwo,  Imperatorskoe Russkoe muzykal'noe obščestvo, Kaiserlich Russische Musikgesellschaft (siehe auch RMO)

### L
- LASM / ЛАСМ = Ленинградская ассоциация современной музыки / Ленинградская АСМ (ЛАСМ) Leningradskaya Assotsiatsiya Sovremennoy Muziki / Leningrader Assoziation für zeitgenössische Musik / Leningrad Association for Contemporary Music. Siehe auch ASM.

- LEF / ЛЕФ = Lewy front iskusstw / Левый фронт искусств / Levyj front iskusstv / Linke Front der Kunst (Sprachrohr des linken Flügels des sowjetischen Avantgarde)[19]

- LGK / ЛГК = Leningradskaya ordena Lenina Gosudarstvennaya Konservatoriya imeni N. A. Rimskogo-Korskova: Leningrad Conservatory = Sankt Petersburger Konservatorium # Петроградская государственная консерватория, Ленинградская ордена Ленина государственная консерватория (ЛОЛГК)

### M
- MALEGOT / МАЛЕГОТ = Leningrad State Academic Maly Opera Theatre -  „Maly Theater“ („Kleines Opernhaus“), siehe unter Michailowski-Theater.

- MEK / МЭК = Musykalno-etnografitscheskaja komissija / Музыкально-этнографическая комиссия / Muzykal'no-ėtnografičeskaja komissija Musikalisch-ethnographische Kommission, eine Moskauer Wissenschafts- und Bildungsorganisation, die zwischen 1901 und 1921 an der Universität Moskau tätig war (in der Ethnographischen Abteilung der Kaiserlichen Gesellschaft der Liebhaber der Naturgeschichte, Anthropologie und Ethnographie) / «Императорское общество любителей естествознания, антропологии и этнографии» (ИОЛЕАЭ)

- MFO / МФО = Moskowskoje filarmonitscheskoje obschtschestwo / Московское филармоническое общество / Moskovskoe filarmoničeskoe obščestvo / Moskauer Philharmonische Gesellschaft / Moscow Philharmonic Society. Existierte in den Jahren 1883–1918, organisiert auf Initiative von Pjotr Adamowitsch Schostakowski[20].

- MGAF / МГАФ = Moskowskaja gossudarstwennaja akademitscheskaja filarmonija / Московская государственная академическая филармония / Moskovskaja gosudarstvennaja akademičeskaja filarmonija / Moskauer Staatliche Akademische Philharmonische Gesellschaft / Moscow State Academic Philharmonic Society.

- MGK / МГК = Moskauer Konservatorium / Moscow Conservatory

- MOSFIL / МОСФИЛ = Moskowskaja filarmonija / Московская филармония & Moskovskaja filarmonija / Moskauer Philharmonie / Moscow Philharmonia

- MSCh / МСХ = Moskauer Synodalchor (russisch Московский Синодальный хор / Moskowski Sinodalny chor, wiss. Transliteration Moskovskij Sinodal'nyj chor)

- Musgis / Музгиз / Muzgiz = Gosudarstvennoye Muzykal'noye Izdatelstvo / Государственное музыкальное издательство / Staatlicher Musikverlag / State Music Publishing House

- MUSO / Музо = (Muzykal’nyj otdel). Musikalische Abteilung von Narkompros / Musical section of Narkompros. Daraus wurde 1921 GIMN. Sie wurde - der Autorin Elina Viljanen zufolge - Ende Januar (nach gregorianischem Kalender) des Jahres 1918 gegründet. Die ersten vier Mitglieder, die in den musikalischen Vorstand berufen wurden, waren A. M. Avraamov, A. S. Lourié, B. A. Kuschner und S. Ja. Agronski. Nach dem März wurden sie durch einen Rat mit dem Regisseur N. A. Malko, A. S. Lourié, der Kritikerin N. P. Malkowa und der Sängerin A. G. Scherebzowa-Andrejewa und später auch mit dem Regisseur A. Kouts und dem Sänger I. V. Tartakov ersetzt. Nach einigen Konflikten wurde der neue Vorstand mit den Namen von A. Lourié, B. W. Assafjew, Pianist S. S.  Mitussow, Komponist A. P. Waulin und Pianist W. L. Pastuchow gewählt. [...] 1921 wurde das MUSO zum GIMN (Staatliches Institut für Musikwissenschaft).[21]

- MUSSEKTOR / Музсектор = Musikabteilung des Staatlichen Musikverlages / Music Sector Музыкальный Сектор (of the State Music Publishing House)

- MUZGIZ, siehe unter Musgis.

- MUZO, siehe unter MUSO.

- MUZSEKTOR, siehe unter MUSSEKTOR.

- MVD, siehe unter MWD.

- MWD / МВД / MVD = Ministerstwo wnutrennich del,  Ministerium für innere Angelegenheiten; russisch: Министерство внутренних дел, 1946 vom NKWD umgewandelt.

### N
- Narkompros bzw. NARKOMPROS / Наркомпрос = Volkskommissariat für Bildung der RSFSR / People’s Commissariat of Education[22] (russisch Народный комиссариат просвещения РСФСР Narodny Kommissariat Prosweschtschenija RSFSR), kurz NARKOMPROS (russisch Наркомпрос), ein staatliches Organ der RSFSR, das aus mehreren Abteilungen bestand, wovon die wichtigsten jene für Bildende Kunst (ISO), Kino (FOTO-KINO), Literatur und Verlagswesen (LITO), Musik (MUSO) und Theater (TEO) waren. Siehe auch MUSO.

- NEP / НЭП = Nowaja ekonomitscheskaja politika / Новая экономическая политика / Neue Ökonomische Politik

- NIMI / НИМИ =  Forschungsinstitut für Musikwissenschaft (NIMI) am Moskauer Staatskonservatorium / Research Institute for Musical Science (NIMI) at Moscow State Conservatory. 1933 von Nikolai Garbusow[23] gegründet, nachdem 1931 das GIMN geschlossen worden war.[24]

### O
- OGPU / ОГПУ = Gemeinsame Staatlich-Politische Hauptverwaltung (russisch: Объединенное государственное политическое управление) beim Rat der Volkskommissare

- ORGKOM  / ОРГКОМ, siehe unter ORGKOMITET.

- ORGKOMITET / ОРГКОМИТЕТ  = Organizacionnyji komitet / Organisationskomitee. Ein Organisationskomitee wurde 1939 eingerichtet, um die Aktivitäten der Union der sowjetischen Komponisten in Moskau zu koordinieren. Das Sprachrohr war die 1933 gegründete Zeitschrift Sowetskaja musyka[25].[26]

- ORKiMD / ОРКИМД = Obedinenije rewoljuzionnych kompositorow i musykalnych dejatelei / russisch Объединение революционных композиторов и музыкальных деятелей / Obʺedinenie revoljucionnych kompozitorov i muzykal'nych dejatelej / Association of Revolutionary Composers and Musical Activists /  Verband der revolutionären Komponisten und Musikaktivisten / Vereinigung revolutionärer Komponisten und Musikschaffender (1924–1929). Gegründet von Lew Schulgin, Alexei Sergejew und Dawid Tschernomordikow, hatte sich von der APM abgespalten.

- ORKiMED, siehe unter ORKiMD.

- OTIM / ОТИМ = Otdel teorii i istorii musyki / Отдел теории и истории музыки / Otdel teorii i istorii muzyki / Abteilung für Theorie und Musikgeschichte / Department of Theory and History of Music / Die Abteilung für Theorie und Musikgeschichte war eine Abteilung am Russischen Institut für Kunstgeschichte.[27]

### P
- Persimfans (auch PERSIMFANS) / Персимфанс = Perwy Simfonitscheski Ansambl / Первый симфонический ансамбль („Erstes Symphonisches Ensemble“), ein von 1922 bis 1932 existierendes, dirigentenloses Orchester

- Prokoll / Проколл bzw. PROKOLL = Proiswodstwenny kollektiw studentow-kompositorow Moskowskoi konserwatorii / russisch Производственный коллектив студентов-композиторов Московской консерватории, wiss. Transliteration Proizvodstvennyj kollektiv studentov-kompozitorov Moskovskoj konservatorii. Produktionskollektiv der Kompositionsstudenten des Moskauer Konservatoriums / Produktionskollektiv studentischer Komponisten des Moskauer Konservatoriums / Production Collective of Moscow Conservatory Students. Es wurde 1925 von Studenten des Moskauer Konservatoriums gegründet und war spezialisiert auf musikalische Propaganda, versuchte aber, sowohl RAPM als auch ORKiMD zu distanzieren. Sie wollten nicht alle musikalischen Bindungen an die Vergangenheit abbrechen. Der Kopf der Gruppe war Alexander Dawidenko (1899–1934).[28]

- Proletkul't, siehe unter Proletkult.

- Proletkult / Пролеткульт / Proletkul't = пролетарских культурно-просветительских организаций / Proletarische Kultur- und Bildungsorganisationen / Proletarian Organizations of Culture Education. Die Organisationen wiederholten - der Autorin Elina Viljanen zufolge - die Idee des Silbernen Zeitalters, dass die Kunst eine Schöpfung des Lebens sei. Der entscheidende Punkt war jedoch nicht mehr das künstlerische Individuum, sondern die künstlerische Gesellschaft und die Veränderung der Realität - Schisn i twortschestwo (russisch Жизнь и творчество, wiss. Transliteration Žizn' i tvorčestvo - Leben und Kunst): die Kunst beeinflusst das Leben. Das utopische Denken von Proletkult stand den Symbolisten, Futuristen und Kommunisten nahe. Der Hauptorganisator war Alexander A. Bogdanow (1873–1928), der Schwager von Anatoli W. Lunatscharski (1875–1933). Bogdanows nietzscheanische "Gott ist tot"-Philosophie übertrug die schöpferische Fähigkeit Gottes auf die menschliche Gesellschaft. Das Ziel von Proletkult war es, eine neue Gesellschaft aufzubauen und die alten Bindungen an die bürgerliche Kultur aufzubrechen. Die Mitglieder wollten eine völlig neue Art von Kunst schaffen, die die Zäune zwischen der kulturellen Intelligenz und den "unterentwickelten" Massen beseitigen sollte. Deshalb gründeten sie experimentelle Ateliers, in denen neuartige Klänge und Techniken produziert wurden und in denen die Arbeiter eingeladen wurden, unter Anleitung der Künstler am Kunstschaffen teilzunehmen. Die populärste Form der Musik waren revolutionäre Hymnen und Volkslieder für den Chor, in den alle einstimmen konnten, sowie technische Klänge, die mit der den Arbeitern eigenen Kultur verbunden waren. Viele berühmte Komponisten schlossen sich Proletkult an. Zu diesen gehörten Nikolai Roslawez (1881–1944), Leonid Sabanejew (1881–1968), Reinhold Glière, Grigori Ljubimow und Arseni Awraamow.[29]

### R
- RABIS / РАБИС oder Sorabis / Сорабис (/ Union der Kunstarbeiter / Союз работников искусств), seit 1924 Wserabis / Всерабис / Vserabis(Gewerkschaft der Kunstarbeiter) ist eine professionelle Massenorganisation in Russland und dann in der UdSSR, die alle Kunstarbeiter auf freiwilliger Basis zusammenbrachte.[30]

- Rabkrin / Рабкрин = Рабоче-крестьянская инспекция / Arbeiter- und Bauerninspektion

- RAPM / РАПМ = Rossijskaja Assoziazija Proletarskich Musykantow / russisch Российская Ассоциация Пролетарских Музыкантов, wiss. Transliteration Rossijskaja Associacija Proletarskich Muzykantov / Russische Assoziation der proletarischen Musiker / Russische Verband proletarischer Musiker / Russische Vereinigung proletarischer Musiker RAPM wurde auch regelmäßig als Allrussische Vereinigung proletarischer Musiker (WAPN / VAPM) und Vereinigung proletarischer Musiker (APM) bezeichnet. ASM-Mitglieder lehnten die Idee, dass Musik ein politisches Instrument sei, vollständig ab. Gegen die ASM waren proletarische Musiker, von denen viele am kurzlebigen Proletkult teilgenommen hatten, der 1920 zusammenbrach. Die 1923 gegründete RAPM versuchte, die proletarische Ideologie in der Musik zu verkörpern.[31] Sie wurde 1923 (im Folgenden nach Elina Viljanen) von Lew Schulgin zusammen mit Alexei Sergejew, Dawid Tschernomordikow und Dmitri Wassiljew-Buglai gegründet und spezialisierte sich auf musikalische Propaganda und Agitation für breite Massen. Die Mitglieder waren Komponisten, Interpreten, Musiklehrer und Instrukteure, die im Bereich der Amateurmusik arbeiteten, und die meisten von ihnen waren mit Gewerkschaften, dem Militär oder der Kommunistischen Partei bzw. dem Komsomol verbunden. Die RAPM teilte das gleiche Motto wie Lenin, als er erklärte, dass die Kunst dem Volk (dem siegreichen Proletariat) gehört und von ihm verstanden werden muss, und deshalb war die RAPM gegen jede Form des musikalischen Schaffens außer der unmittelbaren klingenden Illustration ideologischer Dogmen. Sie bevorzugten "Massenlieder" mit ideologischen Texten, die in der Regel von Dichtern verfasst wurden, die in der homologen Organisation der proletarischen Schriftsteller zusammengeschlossen waren. Im Jahr 1932 wurde die RAPM aufgelöst, als der Sowjetische Komponistenverband gegründet wurde.[32] "Die Urteile der RAPM-Theoretiker waren von vulgärem Soziologismus geprägt: Das klassische musikalische Erbe, die Werke vieler prominenter Zeitgenossen (S. W. Rachmaninow, S. S. Prokofjew, I. F. Strawinsky u. a.) wurden als dem Proletariat ideologisch fremd erklärt. Musik der Vergangenheit durfte nur "klassenkonform" sein (wie bestimmte Werke von L. van Beethoven); authentische proletarische Musik, so die Ideologie der RAPM, musste vom Proletariat selbst in den ihm zugänglichen Formen geschaffen werden, also in den Gattungen des Massengesangs und des Chors.[33]"

- RAPP / РАПП = Rossijskaja associacija proletarskich pisatelej (Russische Assoziation proletarischer Schriftsteller) Russian Association of Proletarian Writers

- R. Ch. O. / Р. Х. О. = Русское хоровое общество / Russkoje chorowoje obschtschestwo, wiss. Transliteration Russkoe chorovoe obščestvo; Russische Chorgesellschaft; engl. Russian Choral Society

- RGALI / РГАЛИ = Rossijski gossudarstwenny archiw literatury i iskusstwa / Российский государственный архив литературы и искусства / Rossijskij gosudarstvennyj archiv literatury i iskusstva / Russisches Staatsarchiv für Literatur und Kunst[34]

- RITM = Разряд истории и теории музыки / Razryad istorii i teorii muzyki. Abteilung für Geschichte und Theorie der Musik, war eine Sektion im Leningrader Institut für Kunstgeschichte. Später wechselte sie zu OTIM TEO (Teatral’nyj otdel) [Theaterabteilung] von Narkompros.[35]

- RMO / РМО = Russkoje musykalnoje obschtschestwo / Русское музыкальное общество / Russkoe muzykal'noe obščestvo / Russische Musikgesellschaft / Russian Musical Society (siehe auch IRMO)

- RNO / РНО =  Russisches Nationalorchester (russisch Российский Национальный Оркестр, International Russian National Orchestra, zuvor russisch Российский национальный симфонический оркестр, RNSO / РНСО)

- RNSO / РНСО = Rossijski nazionalny simfonitscheski orkestr / Российский национальный симфонический оркестр / Rossijskij nacional'nyj simfoničeskij orkestr / Russisches Nationales Sinfonieorchester (jetzt das RNO)

- RSFSR / РСФСР = Russische Sozialistische Föderative Sowjetrepublik

### S
- Sojus kompositorow SSSR = Союз композиторов СССР / Sojuz kompozitorov SSSR / Komponistenverband der UdSSR, bis 1957 Union der sowjetischen Komponisten der UdSSR (SSK UdSSR / ССК СССР)

- SOVNARKOM, siehe unter SOWNARKOM.

- SOWNARKOM / совнарком / SOVNARKOM = Sowet narodnych komissarow / Совет народных комиссаров / Sovet narodnych komissarov = Rat der Volkskommissare

- SSK SSSR / ССК СССР = Союз советских композиторов СССР / Verband sowjetischer Komponisten (Sojuz sovetskich kompozitorov SSSR).[36] Aram Chatschaturjan übernahm 1937 das Amt des Vorsitzenden für die Moskauer Sektion.

- SSSR / СССР = Sojus Sowjetskich Sozialistitscheskich Respublik / Союз Советских Социалистических Республик / Union der Sozialistischen Sowjetrepubliken, kurz UdSSR

### T
siehe auch unter C, Z
- TEO Narkompros / ТЭО Наркомпрос = Teatral’nyj otdel [Theaterabteilung] von Narkompros

- TRAM / ТРАМ = Teatr rabotschei molodjoschi / Театр рабочей молодёжи / Teatr rabočej molodëži / Theater der Arbeiterjugend / Theater of Working Class Youth

### U
- UNESCO = (von engl. United Nations Educational, Scientific and Cultural Organization), für Österreich und Schweiz Organisation der Vereinten Nationen für Erziehung, Wissenschaft und Kultur, in Deutschland Organisation der Vereinten Nationen für Bildung, Wissenschaft und Kultur

### V
siehe auch unter W
- VAPM, siehe unter WAPN.

- VGIK, siehe unter WGIK.

- VKP(b), siehe unter WKP(B).

- VOKS, siehe unter WOKS.

- VOSM, siehe unter WOSM.

- VSEROSKOMDRAM, siehe unter WSJeROSKOMDRAM.

- VUZ / ВУЗ, siehe unter WUS.

- VCIK, siehe unter WZIK.

### W
- WAPN / ВАПМ / VAPM = Wserossijskaja assoziazija proletarskich musykantow / russisch Всероссийская ассоциация пролетарских музыкантов, wiss. Transliteration Vserossijskaja associacija proletarskich muzykantov / Allrussische Vereinigung proletarischer Musiker / All-Union Alliance of Proletarian Musicians (später RAPM).

- WGIK / ВГИК = Wsessojusny gossudarstwenny institut kinematografii / Всесоюзный государственный институт кинематографии / Vsesojuznyj gosudarstvennyj institut kinematografii  Staatliches All-Unions-Institut für Kinematographie (von 1934 bis 1991), heute das Gerassimow-Institut für Kinematographie, oft auch als WGIK abgekürzt (russisch Всероссийский государственный институт кинематографии имени С.А.Герасимова, ВГИК), eine staatliche Filmhochschule in Moskau.

- WOKS / ВОКС / VOKS = Wsessojusnoje obschtschestwo kulturnoi swjasi s sagranizei / Всесоюзное общество культурной связи с заграницей / Vsesojuznoe obščestvo kul'turnoj svjazi s zagranicej / Allunion-Gesellschaft für kulturelle Beziehungen mit dem Ausland / All-Russian Society for Cultural Ties Abroad

- WOSM / ВОСМ = Wserossijskoje obschtschestwo sowremennoi musyki / Всероссийское общество современной музыки / Vserossijskoe obščestvo sovremennoj muzyki / Allrussische Gesellschaft für zeitgenössische Musik / All-Russian Society for Contemporary Music (1928–1931). „1929 wurde sie [d.h. die ASM] zur «Allrussischen Gesellschaft für Zeitgenössische Musik» umgewandelt, 1932 mit anderen Musikorganisationen im neugegründeten «Sowjetischen Komponistenverband» gleichgeschaltet.“[37]

- WSJeROSKOMDRAM / ВСЕРОСКОМДРАМ / VSEROSKOMDRAM = All-Russian Society for Composers and Dramatists # ВСЕРОСКОМДРАМ (Всероссийское общество советских драматургов и композиторов, Всероссийское общество композиторов и драматических писателей) / VSEROSKOMDRAM (Allrussische Gesellschaft der sowjetischen Dramatiker und Komponisten, Allrussische Gesellschaft der Komponisten und dramatischen Schriftsteller)